# Somogy vármegyei 1. sz. országgyűlési egyéni választókerület
A Somogy vármegyei 1. sz. országgyűlési egyéni választókerület egyike annak a 106 választókerületnek, amelyre a 2011. évi CCIII. törvény Magyarország területét felosztja, és amelyben a választópolgárok egy-egy országgyűlési képviselőt választhatnak. A választókerület nevének szabványos rövidítése: Somogy 01. OEVK. Székhelye: Kaposvár

## Területe
A választókerület az alábbi településeket foglalja magába:
1. Bőszénfa
2. Cserénfa
3. Csoma
4. Gálosfa
5. Hajmás
6. Juta
7. Kaposgyarmat
8. Kaposhomok
9. Kaposkeresztúr
10. Kaposmérő
11. Kaposújlak
12. Kaposszerdahely
13. Kaposvár
14. Kercseliget
15. Mosdós
16. Nagyberki
17. Patca
18. Sántos
19. Simonfa
20. Szabadi
21. Szenna
22. Szentbalázs
23. Szilvásszentmárton
24. Zselickisfalud
25. Zselickislak
26. Zselicszentpál

## Országgyűlési képviselője
| Név              | Párt                                         | Párt        | Terminus | Megjegyzés                                   |
| ---------------- | -------------------------------------------- | ----------- | -------- | -------------------------------------------- |
| Gelencsér Attila |                                              | Fidesz-KDNP | 2014 –   | A 2014-es országgyűlési választás eredménye: |
| Gelencsér Attila | A 2018-as országgyűlési választás eredménye: | Fidesz-KDNP | 2014 –   |                                              |
| Gelencsér Attila | A 2022-es országgyűlési választás eredménye: | Fidesz-KDNP | 2014 –   |                                              |

## Demográfiai profilja
| Iskolai végzettség                | Iskolai végzettség               | Iskolai végzettség | Iskolai végzettség | Iskolai végzettség |
| --------------------------------- | -------------------------------- | ------------------ | ------------------ | ------------------ |
|                                   |                                  |                    |                    | fő                 |
| Általános iskolát nem végezte el  | Általános iskolát nem végezte el |                    | 1073               | 1073               |
| Általános iskola                  | Általános iskola                 |                    | 10121              | 10121              |
| Szakmunkás                        | Szakmunkás                       |                    | 13353              | 13353              |
| Érettségi                         | Érettségi                        |                    | 21973              | 21973              |
| Diploma                           | Diploma                          |                    | 14562              | 14562              |
| A 2022. évi népszámlálás szerint. |                                  |                    |                    |                    |

A Somogy vármegyei 1. sz. választókerület lakónépessége 2022. október 1-jén 72 866 fő volt. A 2011-es és a 2022-es népszámlálás között 13 353 fővel csökkent a választókerület lakosság száma. A választókerületben a korösszetétel alapján a legtöbben a középkorúak élnek 26 579 fővel, míg a legkevesebben a gyermekek 11 784 fővel. A választókerület lakosságának a 83,3%-nál van internet elérési lehetőség.
A legmagasabb befejezett iskolai végzettség szerint az érettségi végzettséggel rendelkezők élnek a legtöbben 21 973 fő, utánuk a következő nagy csoport a diplomások 14 562 fővel.
Gazdasági aktivitás szerint a lakosság közel fele foglalkoztatott 34 172 fő, második legjelentősebb csoport az inaktív keresők, akik főleg nyugdíjasok 19 500 fővel.
A választókerület legjelentősebb nemzetiségi csoportja a cigány 1281 fő, illetve a német 675 fő. Magyar állampolgársággal nem rendelkező külföldi állampolgárok aránya 0,7%.
Vallási összetétel szerint a választókerületben lakók legnagyobb vallása a római katolikus (23 051 fő), valamint jelentős közösség még a reformátusok (3249 fő). A vallási közösséghez nem tartozók száma szintén jelentős (8329 fő), a választókerületben a második legnagyobb csoport a római katolikus vallás után.

## Országgyűlési választások
| Párt                             |                        | Jelölt                 | Szavazatok | %     | ± %   |
| -------------------------------- | ---------------------- | ---------------------- | ---------- | ----- | ----- |
| Fidesz-KDNP                      |                        | Gelencsér Attila       | 20 062     | 47,63 | 3,94  |
| Egységben Magyarországért        |                        | Varga István           | 14 670     | 34,83 | 16,14 |
| Mi Hazánk                        |                        | Kelemen Csaba          | 2490       | 5,91  | Új    |
| Független                        |                        | Varga István           | 1849       | 4,39  | Új    |
| MKKP                             |                        | Teleki-Molnár Zsófia   | 983        | 2,33  | Új    |
| Független                        |                        | Nadrai Norbert József  | 830        | 1,97  | Új    |
| MEMO                             |                        | Hauser Gergő           | 755        | 1,79  | Új    |
| Független                        |                        | Horváth Ákos           | 369        | 0,88  | Új    |
| Munkáspárt-ISZOMM                |                        | Varga Tamás            | 110        | 0,26  | Új    |
| Megjelent                        | Megjelent              | Megjelent              | 42 832     | 69,84 | 0,81  |
| Választópolgárok száma           | Választópolgárok száma | Választópolgárok száma | 61 327     | 100   | 3,85  |
| A Fidesz-KDNP tartja a körzetet. |                        |                        |            |       |       |

| Párt                             |                        | Jelölt                 | Szavazatok | %     | ± %   |
| -------------------------------- | ---------------------- | ---------------------- | ---------- | ----- | ----- |
| Fidesz-KDNP                      |                        | Gelencsér Attila       | 19 466     | 43,69 | 3,26  |
| Jobbik                           |                        | Miháldinecz Gábor      | 14 206     | 31,89 | 10,04 |
| DK                               |                        | László Imre            | 5700       | 12,79 | 15,65 |
| LMP                              |                        | Busa József            | 2057       | 4,62  | 0,42  |
| Momentum                         |                        | Berg Dániel            | 743        | 1,67  | Új    |
| Együtt                           |                        | Kerepesi Tibor         | 450        | 1,01  | 27,43 |
| Egyéb pártok                     |                        |                        | 1928       | 4,33  | 0,97  |
| Megjelent                        | Megjelent              | Megjelent              | 45 057     | 70,65 | 7,63  |
| Választópolgárok száma           | Választópolgárok száma | Választópolgárok száma | 63 779     | 100   | 2,72  |
| A Fidesz-KDNP tartja a körzetet. |                        |                        |            |       |       |

| Párt                                |                        | Jelölt                 | Szavazatok | %     | ± % |
| ----------------------------------- | ---------------------- | ---------------------- | ---------- | ----- | --- |
| Fidesz-KDNP                         |                        | Gelencsér Attila       | 16 524     | 40,43 |     |
| Összefogás                          |                        | Kolber István          | 11 623     | 28,44 |     |
| Jobbik                              |                        | Miháldinecz Gábor      | 8931       | 21,85 |     |
| LMP                                 |                        | Felder Frigyes         | 2058       | 5,04  |     |
| Szociáldemokraták                   |                        | Árok Kornél            | 360        | 0,88  |     |
| Egyéb pártok                        |                        |                        | 1370       | 3,36  |     |
| Megjelent                           | Megjelent              | Megjelent              | 41 319     | 63,02 |     |
| Választópolgárok száma              | Választópolgárok száma | Választópolgárok száma | 65 560     | 100   |     |
| A Fidesz-KDNP nyeri meg a körzetet. |                        |                        |            |       |     |

## Ellenzéki előválasztás – 2021
| Frakció                            |                 | Jelölő szervezetek               | Jelölt          | Szavazatok | %     |
| ---------------------------------- | --------------- | -------------------------------- | --------------- | ---------- | ----- |
| DK                                 |                 | DK, MSZP, Párbeszéd, Liberálisok | Varga István    | 2844       | 57,64 |
| Jobbik                             |                 | Jobbik, LMP, ÚVNP, ÚK, MMM       | Horváth Ákos    | 1580       | 32,02 |
| Momentum                           |                 | Momentum                         | Bereczki Dávid  | 510        | 10,34 |
| Összes szavazat                    | Összes szavazat | Összes szavazat                  | Összes szavazat | 4934       |       |
| Varga István nyeri meg a körzetet. |                 |                                  |                 |            |       |